# Carlos Iturgaiz Angulo
Carlos José Iturgaiz Angulo (ur. 20 października 1965 w Santurtzi w prowincji Vizcaya) – hiszpański nauczyciel i polityk, samorządowiec związany z Krajem Basków, poseł do Parlamentu Europejskiego VI, VII i VIII kadencji.

## Życiorys
W młodości pracował jako dyplomowany nauczyciel muzyki. W latach 80. związał się z Partią Ludową. W 1991 objął mandat radnego Bilbao z jej listy (do 1995). W tym samym roku został radnym sejmiku prowincji Vizcaya. W 1994 wszedł w skład parlamentu Kraju Basków, gdzie zasiadał do 2001. W latach 1993–1996 pełnił obowiązki sekretarza generalnego Partii Ludowej w regionie, a od 1996 do 2004 był jej przewodniczącym.
W 2004 uzyskał mandat posła do Parlamentu Europejskiego. W parlamencie VI kadencji był przewodniczącym delegacji ds. stosunków z państwami Maghrebu i Unią Maghrebu Arabskiego (w tym z Libią) oraz wiceprzewodniczącym Komisji Petycji. Zasiadał w delegacji do Eurośródziemnomorskiego Zgromadzenia Parlamentarnego. W 2009 ponownie wybrany do PE. W 2014 nie uzyskał reelekcji, jednak kilka miesięcy po rozpoczęciu VIII kadencji powrócił do PE w miejsce Miguela Arias Cañete. Mandat wykonywał do 2019. W 2020 ponownie wybrany do parlamentu Kraju Basków.